# Debeli Lug, Žitorađa
Debeli Lug (izvirno srbsko Дебели Луг) je naselje v Srbiji, ki upravno spada pod Občino Žitorađa; slednja pa je del Topliškega upravnega okraja.

## Demografija
V naselju živi 31 polnoletnih prebivalcev, pri čemer je njihova povprečna starost 54,4 let (51,9 pri moških in 57,3 pri ženskah). Naselje ima 13 gospodinjstev, pri čemer je povprečno število članov na gospodinjstvo 2,62.
To naselje je popolnoma srbsko (glede na rezultate popisa iz leta 2002), a v času zadnjih treh popisov je opazno zmanjšanje števila prebivalcev.
|  |

| Demografija | Demografija     | Demografija     |
| Leto        | Št. prebivalcev | Št. prebivalcev |
| ----------- | --------------- | --------------- |
|             |                 |                 |
|             |                 |                 |
|             |                 |                 |
|             |                 |                 |
| 1948        | 134             |                 |
| 1953        | 131             |                 |
| 1961        | 118             |                 |
| 1971        | 90              |                 |
| 1981        | 75              |                 |
| 1991        | 60              | 56              |
| 2002        | 38              | 34              |
|             |                 |                 |

| Etnična sestava po popisu iz leta 2002 | Etnična sestava po popisu iz leta 2002 | Etnična sestava po popisu iz leta 2002 | Etnična sestava po popisu iz leta 2002 | Etnična sestava po popisu iz leta 2002 |
| -------------------------------------- | -------------------------------------- | -------------------------------------- | -------------------------------------- | -------------------------------------- |
| Srbi                                   | Srbi                                   |                                        | 34                                     | 100,0%                                 |
| Neznano                                | Neznano                                |                                        | 0                                      | 0,0%                                   |